# Klörup-Sparbanken
Klörup-Sparbanken var en svensk sparbank, huvudsakligen för Skytts härad. Huvudkontoret låg först i Klörup (adress Alstad), men flyttade senare till Trelleborg.
Initiativ till bildandet av Sparbanken i Klörup togs av församlingsledamöter i socknarna runt Klörups tingsställe, under ledning av hovpredikanten Kristofer Olofsson Angeldorff. Ett möte för inrättande av banken hölls den 10 november 1863 där befallningsman Otto Holst valdes till bankens första ordförande. Banken kunde öppna i Klörups gästgivaregård den 30 november 1863.
År 1917 flyttade banken sitt huvudkontor till Trelleborg. Kontoret låg på Corfitz Beck Friisgatan. I Trelleborg fanns sedan tidigare både Trelleborgs stads sparbank och Skytts härads sparbank, vilket innebar att den relativt lilla staden under några decennier hade tre sparbanker.
1957 uppgick Klörup-Sparbanken i Skytts härads sparbank som bytte namn till Skytts sparbank. 1965 gick Skytts sparbank och Trelleborgs sparbank samman för att bilda Söderslätts sparbank. Verksamheten har senare uppgått i Sparbanken Skåne 1984, Sparbanken Sverige 1992 och Föreningssparbanken 1997.

## Källhänvisningar
1. 1 2  Trelleborgs stads sparbank 1868-1943 : minnesskrift med anledning av sparbankens 75-årsjubileum, Emil Sommarin, 1943, s. 19
2. ↑  Sedan åtskillige ledamöter af Westra och Fru Alstads samt Stora och Lilla Slågarps församlingar inbjudet de närmast omkring Klöurps tingställe belägne socknar att den 10 denna månad derstädes sammanträda för inrättande af en sparbank ... Arkiverad 5 november 2018 hämtat från the Wayback Machine., Malmö nya Allehanda, 14 november 1863
3. ↑  Den nya Sparbanken i Klörup öppnades och hade sitt första sammanträde å Klörups gästgifwaregård den 30 sistl. November ... Arkiverad 5 november 2018 hämtat från the Wayback Machine., Malmö nya Allehanda, 23 december 1863
4. ↑  Klörup Sparbank, Digital Museum (Trelleborgs museum)
5. ↑  Sparbankerna år 1965, Statistiska centralbyrån 1966